# E-unirkituszmah

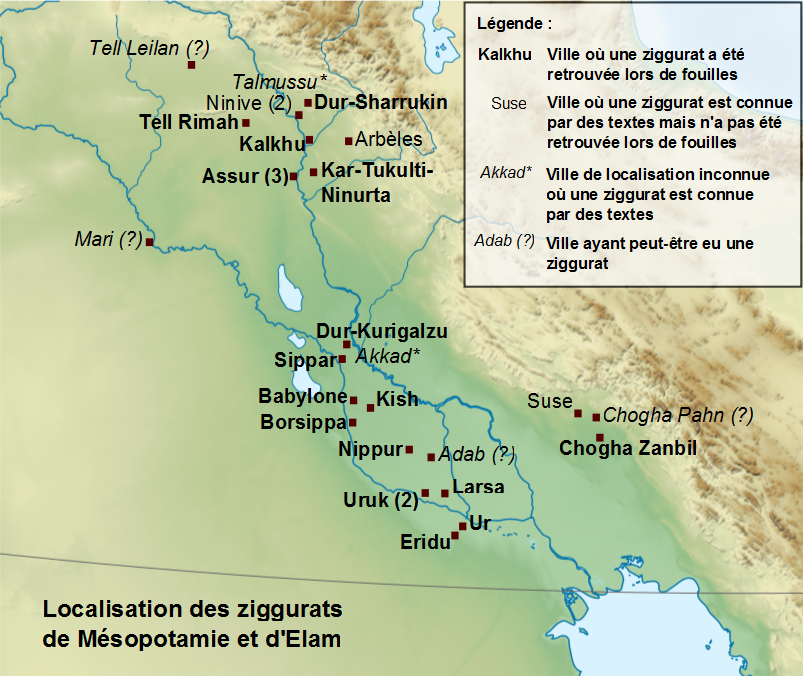
Mapa Mezopotamii i Elamu z zaznaczoną lokalizacją znanych zigguratów.

E-unirkituszmah (sum. é.u6.nir.ki.tuš.maḫ, tłum. „Dom - wieża świątynna, wyniosła siedziba”) – ceremonialna nazwa ziguratu boga Zababy w mieście Kisz.
Ze źródeł pisanych wiadomo, iż prace budowlane prowadzili przy tym ziguracie tacy babilońscy władcy, jak Hammurabi oraz Samsu-iluna. 